# 초가

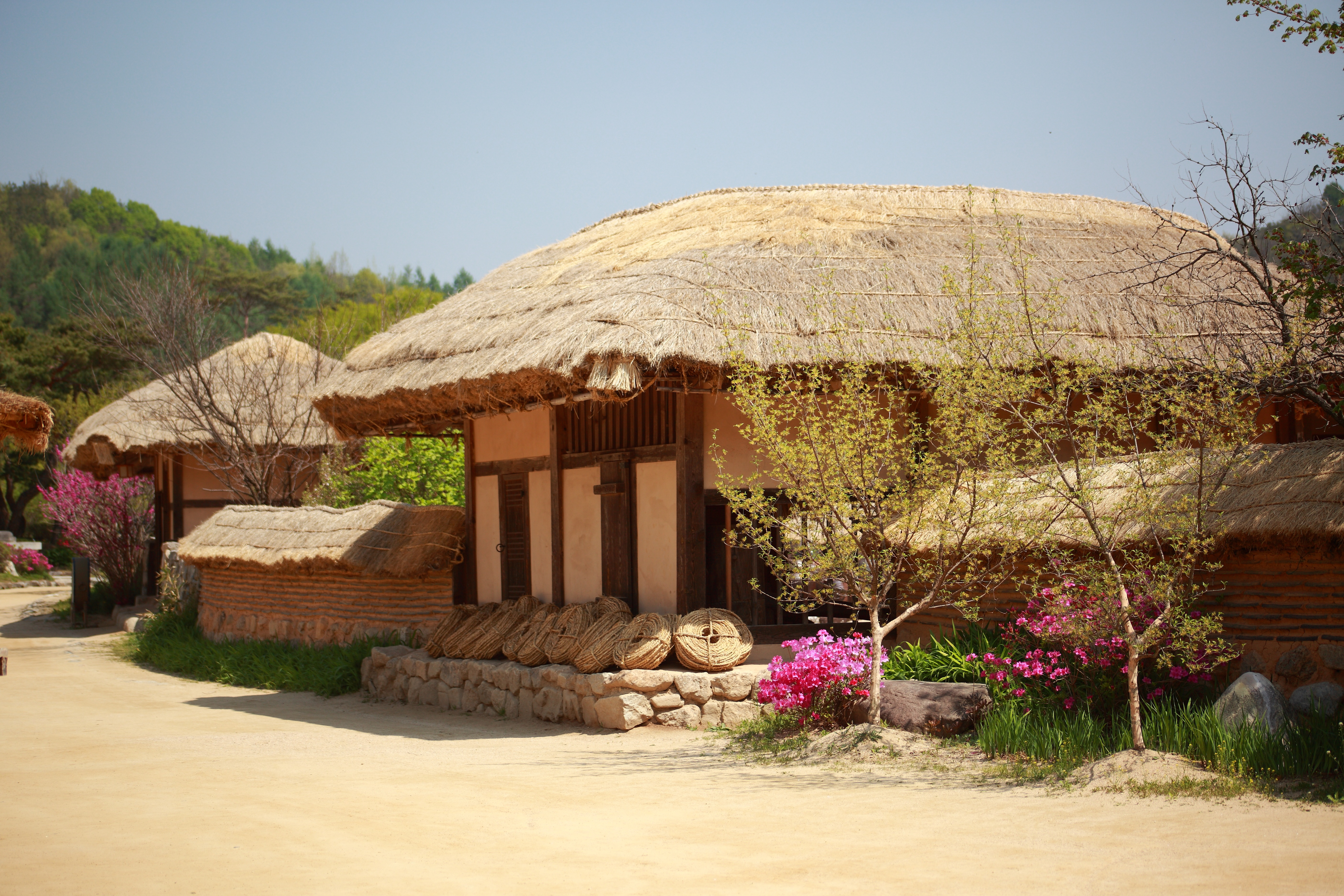
초가집

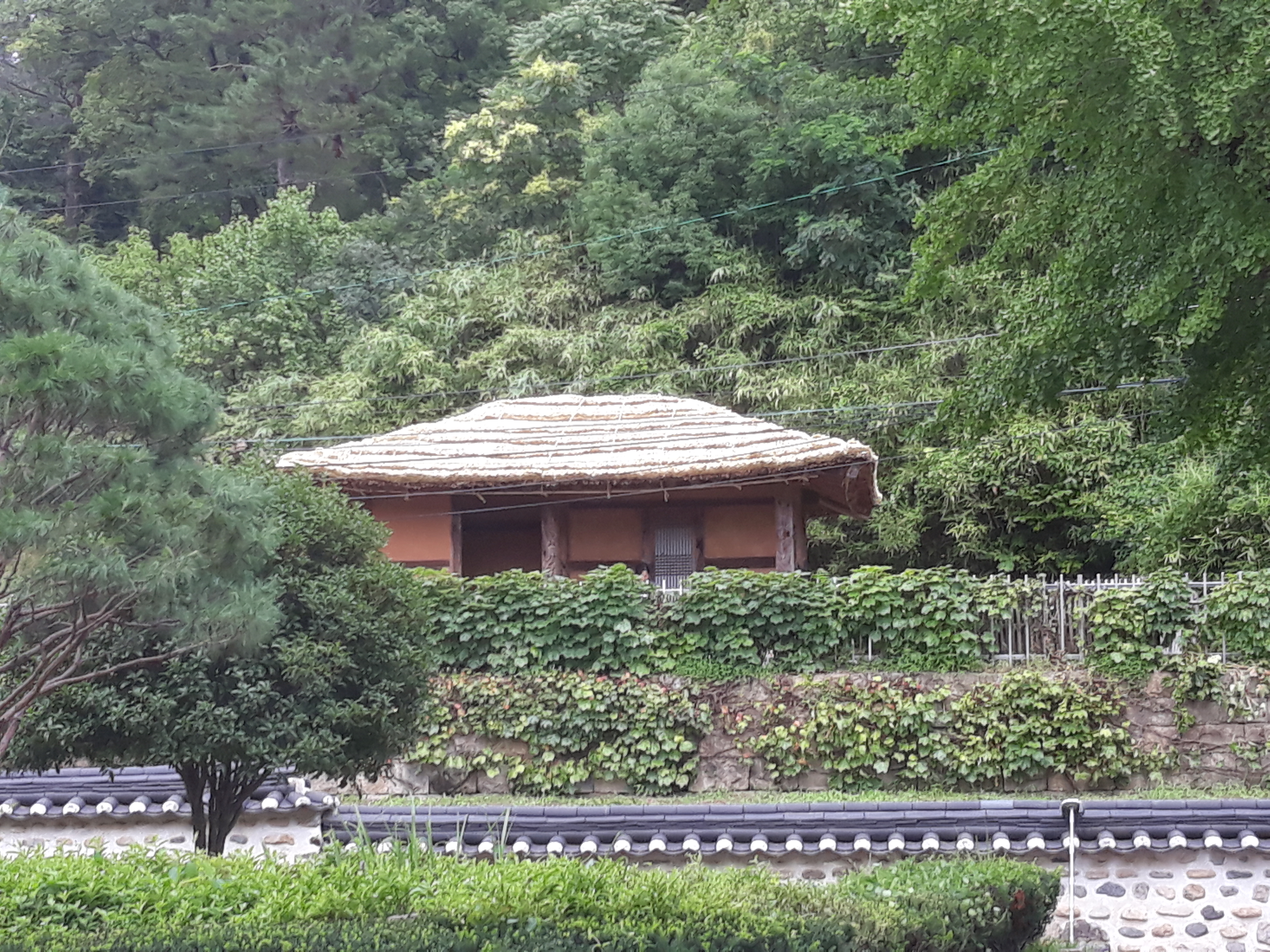

초가(草家, 영어: Choga)는 볏짚·밀짚·갈대 등으로 이엉을 엮어 지붕을 이은, 자연친화적인 집이다. 단열이 잘 되기 때문에 여름에는 시원하고 겨울에는 따뜻하다. 하지만 여름철에는 벌레가 생기기 쉽고 화재의 위험이 많다. 또한 썩기 쉬워 한두 해마다 바꿔주어야 하는 불편이 따른다. 초가는 선사 시대 집이 생겼을 때부터 짓기 시작해서 20세기 중반까지 한국의 대표적인 서민 주택이었다.
지붕을 얹을 때 쓰는 재료를 '이엉'이라고 하는데, 이엉은 볏짚 따위를 말려 엮은 것을 말한다.

## 특징
초가는 유교의 영향을 강하게 받은 한국의 주거 문화를 반영하고 있다. 특히 자연과의 밀접한 관계, 소박하고 검소한 생활 방식을 잘 보여준다. 초가는 자연을 훼손하지 않고, 그 속에서 조화를 이루도록 지어졌다. 또한, 단순한 디자인을 통해 유교 사상인 검소한 생활 방식을 강조한다.

## 같이 보기
- 한옥

## 참고 자료
- 이 문서에는 다음커뮤니케이션(현 카카오)에서 GFDL 또는 CC-SA 라이선스로 배포한 글로벌 세계대백과사전의 내용을 기초로 작성된 글이 포함되어 있습니다.